# Lila Acosta
Lila Acosta Moreno, coniugata Gómez Zelada (Asunción, 29 novembre 1928 – 2 agosto 2017), è stata una cestista paraguaiana.

## Carriera
Con il Paraguay ha disputato i Campionati mondiali del 1953 e ha vinto la medaglia d'oro ai Campionati sudamericani del 1952.